# Kościół św. Bartłomieja w Szadłowicach
Kościół świętego Bartłomieja w Szadłowicach – rzymskokatolicki kościół parafialny należący do parafii pod tym samym wezwaniem (dekanat gniewkowski archidiecezji gnieźnieńskiej).
Obecny kościół został wzniesiony w stylu neogotyckim w 1890 roku. Rok później konsekrowany został przez sufragana włocławskiego Antoniego Andrzejewicza. W 1912 roku w prezbiterium została wykonana polichromia, w 1948 roku zostały ufundowane 3 dzwony kościelne, które zachowały się do dziś. Prezbiterium świątyni zostało przebudowane zgodnie z wymogami liturgii posoborowej w 1979 roku, a na ścianie głównej powstał witraż św. Bartłomieja. W 1989 roku w kruchcie została umieszczona tablica pamiątkowa współzałożyciela Zgromadzenia Chrystusowców Sługi Bożego księdza Ignacego Posadzego. W 2005 roku kościół został wpisany na listę zabytków, w 2009 roku została odtworzona oryginalna polichromia z początku XX wieku. Wśród zabytków świątyni można wyróżnić: barokowy obraz Maryi Panny Niepokalanie Poczętej z przełomu XVII i XVIII wieku, rokokowe rzeźby zakonnika i zakonnicy z 2. połowy XVIII wieku, późnobarokowy krucyfiks z XVIII wieku, monstrancję, kielich oraz organy wykonane w 1890 roku. W 2000 roku zostało odmalowane wnętrze kościoła, natomiast w 2005 roku rozpoczęto prace konserwatorskie przy świątyni, polegające na fugowaniu ścian i wieży.